# Músculo reto anterior da cabeça
O músculo reto anterior da cabeça (AO 1945: músculo recto anterior da cabeça) é um músculo do pescoço.